# ユリ・サニコフ
ユリ・サニコフ（Yuliy Sannikov、1978年11月3日- ）は、ウクライナの経済学者。数理経済学、ゲーム理論、コーポレート・ファイナンスへの貢献で知られている。
国際数学オリンピックで3つの金メダルを獲得した数少ない参加者の一人である。
スタンフォード大学経営大学院の経済学教授であり、2015年にフィッシャー・ブラック賞を、2016年にジョン・ベイツ・クラーク賞を受賞した。
2000年にプリンストン大学で数学の学士号を取得し、2004年にスタンフォード大学経営大学院で経営学の博士号を取得した。

## 主な出版物
- A Continuous-Time Version of the Principal-Agent Problem. The Review of Economic Studies 75(3), July 2008, 957-984, JSTOR 20185061.
- Games with Imperfectly Observable Actions in Continuous Time. Econometrica 75(5), September 2007, 1285-1329, doi:10.1111/j.1468-0262.2007.00795.x.